# Vini sinotoi
Il lorichetto di Sinoto (Vini sinotoi (Steadman & Zarriello, 1987)) era un uccello della famiglia degli Psittaculidi. Estintosi probabilmente fra il VIII e il XIV secolo, è stato identificato attraverso fossili rinvenuti nelle Isole Marchesi. 
È chiamato così in onore dell'antropologo Yosihiko Sinoto, che ne scoprì l'olotipo nel 1965.

## Morfologia
Specie piccola, era leggermente più grande del lorichetto oltremarino. 

## Biologia
Come altre specie di Vini, molto probabilmente si nutriva di frutta secca, nettare e polline. 

## Distribuzione e habitat
Il suo areale era esclusivamente ristretto all'arcipelago delle Marchesi, nella Polinesia francese. I resti sono stati scoperti a Hiva Oa, Ua Huka e Tahuata. 
I suoi nemici principali erano probabilmente i ratti, che ne depredavano i nidi, e l'uomo, che ne distruggeva l'habitat.